# Young MC
Young MC (nacido como Marvin Young, el 10 de mayo de 1967 en Londres (Inglaterra, Reino Unido) pero creció en Queens, Nueva York, EE. UU.) es un rapero que alcanzó la fama en 1989 con el sencillo "Bust a Move", ganador de un Grammy como la mejor canción de rap del año. Su primer álbum, Stone Cold Rhymin, fue visto como un brillante disco de pop-rap, siendo reeditado por Rhino Records. Tras abandonar Delicious Vinyl Records, su carrera cayó en picado y nunca la recuperó. Tras graduarse en Hunter College High School, en New York, se mudó a la costa oeste para ir a la Universidad del Sur de California, donde se licenció en economía. También coprodujo los éxitos "Wild Thing" y "Funky Cold Medina" para Tone Loc y apareció en anuncios del restaurante de comida rápida Taco Bell. 
En 2005, apareció en Celebrity Fit Club 3 de VH1.

## Discografía
- 1989 Stone Cold Rhymin (Delicious Vinyl)
- 1991 Brainstorm (Capitol)
- 1993 What's the Flavour (Capitol)
- 1997 Return of the 1 Hit Wonder (Overall)
- 2000 Ain't Going Out Like That (Young Man Moving)
- 2002 Engage the Enzyme (Stimulus)

- Datos: Q1132431
- Multimedia: Young M.C. / Q1132431